# ニック・キンガム
ニコラス・ゴードン・キンガム（Nicholas Gordon Kingham, 1991年11月8日 - ）は、アメリカ合衆国テキサス州ヒューストン出身の元プロ野球選手（投手）。右投右打。CPBLでの登録名は「金安」。

## 経歴

### プロ入りとパイレーツ時代
2010年のMLBドラフト4巡目（全体117位）でピッツバーグ・パイレーツから指名され、プロ入り。契約後、傘下のルーキー級ガルフ・コーストリーグ・パイレーツでプロデビュー。2試合に登板した。
2011年はA-級ステート・カレッジ・スパイクスでプレーし、15試合に先発登板して6勝2敗、防御率2.15、47奪三振を記録した。
2012年はA級ウェストバージニア・パワーでプレーし、27試合に先発登板して6勝8敗、防御率4.37、117奪三振を記録した。
2013年はA+級ブレイデントン・マローダーズとAA級アルトゥーナ・カーブでプレーし、2球団合計で27試合（先発25試合）に登板して9勝6敗、防御率2.89、144奪三振を記録した。
2014年はAA級アルトゥーナとAAA級インディアナポリス・インディアンズでプレーし、2球団合計で26試合に先発登板して6勝11敗、防御率3.34、119奪三振を記録した。オフの11月20日にルール・ファイブ・ドラフトでの流出を防ぐために40人枠入りした。
2015年はAAA級インディアナポリスでプレーし、6試合に先発登板して1勝2敗、防御率4.31、32奪三振を記録した。
2016年はルーキー級ガルフ・コーストリーグ・パイレーツ、A+級ブレイデントン、AA級アルトゥーナでプレーし、3球団合計で10試合に先発登板して3勝5敗、防御率2.93、36奪三振を記録した。
2017年はA+級ブレイデントンとAAA級インディアナポリスでプレーし、2球団合計で25試合（先発21試合）に登板して10勝6敗、防御率3.95、93奪三振を記録した。
2018年は開幕をAAA級インディアナポリスで迎えた。4月27日、2日後の29日に先発させることが報道された。当日にメジャー初昇格を果たすと、セントルイス・カージナルス戦で先発して7回無失点、被安打1、9奪三振という内容でメジャー初勝利を挙げた。この年メジャーでは18試合（先発15試合）に登板して5勝7敗、防御率5.21、69奪三振を記録した。
2019年6月8日にDFAとなった。

### ブルージェイズ時代
2019年6月13日に金銭トレードで、トロント・ブルージェイズへ移籍した。7月18日にDFAとなり、21日にマイナー契約で傘下のAAA級バッファロー・バイソンズへ配属された。8月2日に再びメジャー契約を結んでアクティブ・ロースター入りした。8月25日に再びDFAとなり、26日に自由契約となった。

### SK時代
2019年11月28日に韓国プロ野球のSKワイバーンズと契約したことが発表された。
2020年5月5日、SKのレギュラーシーズン開幕戦で先発し開幕投手を務めるも、肘の故障で2試合のみの登板、未勝利で7月2日にウェーバー公示された。

### ハンファ時代
2020年11月29日、KBOリーグのハンファ・イーグルスと契約。
2021年はKBO初勝利を含む10勝を記録した。
2022年は肘の故障が再発し、6月2日にハンファからウェーバー公示された。3試合に登板し1勝のみだった。

### メキシカンリーグ時代
2023年2月27日にメキシカンリーグのメキシコシティ・レッドデビルズと契約した。同年の5月3日に放出された。

### 中信兄弟時代
同日、台湾プロ野球の中信兄弟と契約した。7月12日、球団に退団の意思を申し入れ、現役を引退。アメリカへ帰国した。

## 家族
弟のノーラン・キンガムはテキサス大学オースティン校在学中の2018年、MLBドラフト12巡目（全体352位）でアトランタ・ブレーブスから指名され、プロ入りしている。

## 詳細情報

### 年度別投手成績
| 年 度     | 球 団     | 登 板 | 先 発 | 完 投 | 完 封 | 無 四 球 | 勝 利 | 敗 戦 | セ 丨 ブ | ホ 丨 ル ド | 勝 率 | 打 者 | 投 球 回 | 被 安 打 | 被 本 塁 打 | 与 四 球 | 敬 遠 | 与 死 球 | 奪 三 振 | 暴 投 | ボ 丨 ク | 失 点 | 自 責 点 | 防 御 率 | W H I P |
| --------- | --------- | ----- | ----- | ----- | ----- | -------- | ----- | ----- | -------- | ----------- | ----- | ----- | -------- | -------- | ----------- | -------- | ----- | -------- | -------- | ----- | -------- | ----- | -------- | -------- | ------- |
| 2018      | PIT       | 18    | 15    | 0     | 0     | 0        | 5     | 7     | 0        | 0           | .417  | 342   | 76.0     | 79       | 18          | 26       | 3     | 5        | 69       | 3     | 1        | 50    | 44       | 5.21     | 1.38    |
| 2019      | PIT       | 14    | 4     | 0     | 0     | 0        | 1     | 1     | 1        | 0           | .500  | 170   | 34.2     | 54       | 7           | 17       | 0     | 0        | 32       | 1     | 0        | 38    | 38       | 9.87     | 2.05    |
| 2019      | TOR       | 11    | 0     | 0     | 0     | 0        | 3     | 1     | 0        | 0           | .750  | 89    | 21.0     | 24       | 4           | 8        | 1     | 0        | 14       | 2     | 0        | 7     | 7        | 3.00     | 1.52    |
| '19計     | TOR       | 25    | 4     | 0     | 0     | 0        | 4     | 2     | 1        | 0           | .667  | 259   | 55.2     | 78       | 11          | 25       | 1     | 0        | 46       | 3     | 0        | 45    | 45       | 7.28     | 1.85    |
| 2020      | SK        | 2     | 2     | 0     | 0     | 0        | 0     | 2     | 0        | 0           | .000  | 52    | 10.2     | 16       | 1           | 4        | 0     | 0        | 6        | 1     | 0        | 11    | 8        | 6.75     | 1.88    |
| 2021      | ハンファ  | 25    | 25    | 0     | 0     | 0        | 10    | 8     | 0        | 0           | .556  | 591   | 144.0    | 117      | 11          | 41       | 1     | 5        | 131      | 4     | 2        | 58    | 51       | 3.19     | 1.10    |
| 2022      | ハンファ  | 3     | 3     | 0     | 0     | 0        | 1     | 2     | 0        | 0           | .333  | 70    | 16.1     | 15       | 1           | 5        | 0     | 1        | 18       | 0     | 0        | 6     | 5        | 2.76     | 1.22    |
| 2023      | 兄弟      | 5     | 5     | 0     | 0     | 0        | 3     | 0     | 0        | 0           | 1.000 | 106   | 23.1     | 30       | 4           | 6        | 0     | 0        | 13       | 1     | 0        | 20    | 20       | 7.71     | 1.54    |
| MLB：2年  | MLB：2年  | 43    | 19    | 0     | 0     | 0        | 9     | 9     | 1        | 0           | .500  | 601   | 131.2    | 157      | 29          | 51       | 4     | 5        | 115      | 6     | 1        | 95    | 89       | 6.08     | 1.58    |
| KBO：3年  | KBO：3年  | 30    | 30    | 0     | 0     | 0        | 11    | 12    | 0        | 0           | .478  | 713   | 171.0    | 148      | 13          | 50       | 1     | 6        | 155      | 5     | 2        | 75    | 64       | 3.37     | 1.16    |
| CPBL：1年 | CPBL：1年 | 5     | 5     | 0     | 0     | 0        | 3     | 0     | 0        | 0           | 1.000 | 106   | 23.1     | 30       | 4           | 6        | 0     | 0        | 13       | 1     | 0        | 20    | 20       | 7.71     | 1.54    |

### 背番号
- 49（2018年 - 2019年6月7日）
- 66（2019年6月15日 - 同年8月24日）
- 15（2020年）
- 20（2021年 - 2022年）
- 12（2023年）